# پرسی گوچ
پرسی گوچ (انگلیسی: Percy Gooch; ۱ سپتامبر ۱۸۸۲ – ۲۲ ژوئن ۱۹۵۶) بازیکن فوتبال اهل بریتانیا بود.
از باشگاه‌هایی که در آن بازی کرده‌است می‌توان به باشگاه فوتبال لوستوفت، باشگاه فوتبال نوریچ سیتی، باشگاه فوتبال نوتس کانتی، و باشگاه فوتبال بیرمنگام سیتی اشاره کرد.